# Точки Наполеона
То́чки Наполео́на в геометрії — пара особливих точок на площині трикутника. Легенда приписує виявлення цих точок французькому імператору Наполеону I, однак його авторство сумнівне. Точки Наполеона належать до чудових точок трикутника і перераховані в Енциклопедії центрів трикутника як точки X(17) і X(18).
Назву «точки Наполеона» застосовують також до різних пар центрів трикутника, більш відомих як ізодинамічні точки.

## Визначення точок

### Перша точка Наполеона

Перша точка Наполеона

Нехай ABC — будь-який трикутник на площині. На сторонах BC, CA, AB трикутника будуємо зовнішні правильні трикутники DBC, ECA і FAB відповідно. Нехай центроїди цих трикутників — X, Y і Z відповідно. Тоді прямі AX, BY і CZ перетинаються в одній точці, і ця точка N1 є першою (або зовнішньою) точкою Наполеона трикутника ABC.
Трикутник XYZ називають зовнішнім трикутником Наполеона трикутника ABC. Теорема Наполеона стверджує, що цей трикутник є правильним.
В Енциклопедії центрів трикутника першу точку Наполеона позначено як X(17).
- Трилінійні координати точки N1:

{\displaystyle {\begin{aligned}&\left(\csc \left(A+{\frac {\pi }{6}}\right),\csc \left(B+{\frac {\pi }{6}}\right),\csc \left(C+{\frac {\pi }{6}}\right)\right)\\&=\left(\sec \left(A-{\frac {\pi }{3}}\right),\sec \left(B-{\frac {\pi }{3}}\right),\sec \left(C-{\frac {\pi }{3}}\right)\right)\end{aligned}}}
- Барицентричні координати точки N1:

{\displaystyle \left(a\csc \left(A+{\frac {\pi }{6}}\right),b\csc \left(B+{\frac {\pi }{6}}\right),c\csc \left(C+{\frac {\pi }{6}}\right)\right)}

### Друга точка Наполеона

Друга точка Наполеона

Нехай ABC — будь-який трикутник на площині. На сторонах BC, CA, AB трикутника будуємо внутрішні рівносторонні трикутники DBC, ECA і FAB відповідно. Нехай X, Y і Z — центроїди цих трикутників відповідно. Тоді прямі AX, BY а CZ перетинаються в одній точці, і ця точка N2 є другою (або внутрішньою) точкою Наполеона трикутника ABC.
Трикутник XYZ називають внутрішнім трикутником Наполеона трикутника ABC. Теорема Наполеона стверджує, що цей трикутник — правильний.
В енциклопедії центрів трикутника другу точку Наполеона позначено як X(18).
- Трилінійні координати точки N2:

{\displaystyle {\begin{aligned}&\left(\csc \left(A-{\frac {\pi }{6}}\right),\csc \left(B-{\frac {\pi }{6}}\right),\csc \left(C-{\frac {\pi }{6}}\right)\right)\\&=\left(\sec \left(A+{\frac {\pi }{3}}\right),\sec \left(B+{\frac {\pi }{3}}\right),\sec \left(C+{\frac {\pi }{3}}\right)\right)\end{aligned}}}
- Барицентричні координати точки N2:

{\displaystyle \left(a\csc \left(A-{\frac {\pi }{6}}\right),b\csc \left(B-{\frac {\pi }{6}}\right),c\csc \left(C-{\frac {\pi }{6}}\right)\right)}
Дві точки, тісно пов'язані з точками Наполеона — це точки Ферма (X13 і X14 в енциклопедії точок). Якщо замість прямих, що з'єднують центроїди рівносторонніх трикутників з відповідними вершинами, провести прямі, що з'єднують вершини рівносторонніх трикутників з відповідними вершинами початкового трикутника, так побудовані три прямі будуть перетинатися в одній точці. Точки перетину називають точками Ферма і позначають як F1 і F2. Перетин прямої Ферма (тобто прямої, що з'єднує дві точки Ферма) і прямої Наполеона (тобто прямої, що з'єднує дві точки Наполеона) є симедіаною трикутника (точка X6 в енциклопедії центрів).

## Властивості

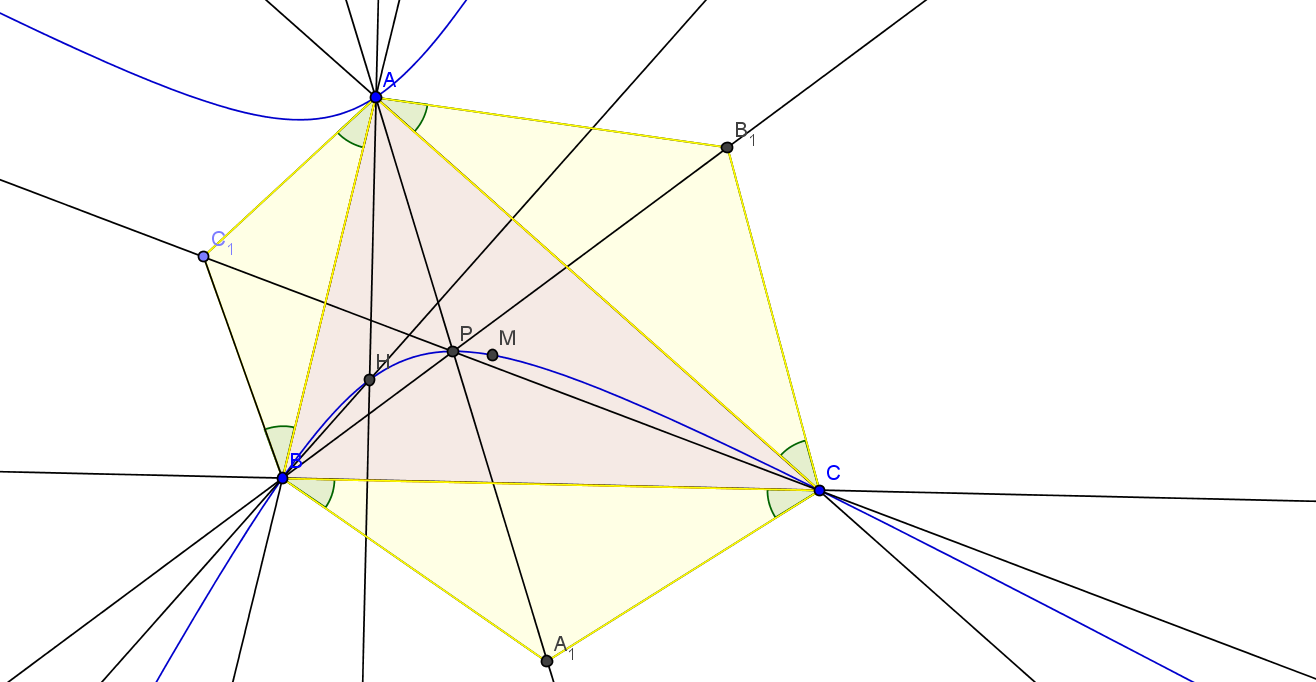
Гіпербола Кіперта

- Гіпербола Кіперта

Гіпербола Кіперта — описана гіпербола, що проходить через центроїд і ортоцентр. Якщо на сторонах трикутника побудувати подібні рівнобедрені трикутники (назовні або всередину), а потім з'єднати їх вершини з протилежними вершинами початкового трикутника, то три таких прямі перетнуться в одній точці, що лежать на гіперболі Кіперта. Зокрема, на цій гіперболі лежать точки Торрічеллі і точки Наполеона (точки перетину чевіан, що з'єднують вершини з центрами побудованих на протилежних сторонах правильних трикутників).

## Узагальнення
Результат про існування точок Наполеона можна узагальнювати різним чином. Для визначення точок Наполеона ми використовували рівносторонні трикутники, побудовані на сторонах трикутника ABC, а потім вибирали центри X, Y і Z цих трикутників. Ці центри можна розглядати як вершини рівнобедрених трикутників, побудованих на сторонах трикутника ABC з кутом при основі π/6 (30°). Узагальнення розглядають інші трикутники, які будуються на сторонах трикутника ABC і мають аналогічні властивості, тобто прямі, що з'єднують вершини побудованих трикутників з відповідними вершинами початкового трикутника, перетинаються в одній точці.

### Рівнобедрені трикутники

Точка на гіперболі Кіперта.

Гіпербола Кіперта трикутника ABC. Гіпербола проходить через вершини (A, B,C), ортоцентр (O) і центроїд (G) трикутника.

Це узагальнення стверджує:
Якщо три трикутники XBC, YCA і ZAB, побудовані на сторонах трикутника ABC, є подібними, рівнобедреними з основами на сторонах початкового трикутника, і однаково розташованими (тобто всі побудовані з зовнішнього боку, або всі побудовані з внутрішнього боку), то прямі AX, BY і CZ перетинаються в одній точці N.
Якщо спільний кут при основі дорівнює {\displaystyle \theta }, то вершини трьох трикутників мають такі трилінійні координати.
- {\displaystyle X(-\sin \theta ,\sin(C+\theta ),\sin(B+\theta ))}
- {\displaystyle Y(\sin(C+\theta ),-\sin \theta ,\sin(A+\theta ))}
- {\displaystyle Z(\sin(B+\theta ),\sin(A+\theta ),-\sin \theta )}

Трилінійні координати точки N
{\displaystyle (\csc(A+\theta ),\csc(B+\theta ),\csc(C+\theta ))}
Кілька окремих випадків.
| Значення {\displaystyle \theta }                                                                 | Точка {\displaystyle N}          |
| ------------------------------------------------------------------------------------------------ | -------------------------------- |
| 0                                                                                                | G, центроїд трикутника ABC (X2)  |
| π/2 (або, —π/2)                                                                                  | O, ортоцентр трикутника ABC (X4) |
| {\displaystyle \mathrm {arctg} \,[\mathrm {tg} \,(A/2)\mathrm {tg} \,(B/2)\mathrm {tg} \,(C/2)]} | Центр Шпікера (X10)              |
| π/4                                                                                              | Зовнішня точка Вектена (X485)    |
| —π/4                                                                                             | Внутрішня точка Вектена (X486)   |
| π/6                                                                                              | N1, перша точка Наполеона (X17)  |
| —π/6                                                                                             | N2, друга точка Наполеона (X18)  |
| π/3                                                                                              | F1, перша точка Ферма (X13)      |
| —π/3                                                                                             | F2, друга точка Ферма (X14)      |
| —A (якщо A < π/2) π—A (якщо A > π/2)                                                             | Вершина A                        |
| —B (якщо B < π/2) π—B (якщо B > π/2)                                                             | Вершина B                        |
| —C (якщо C < π/2) π—C (якщо C > π/2)                                                             | Вершина C                        |

Більше того, геометричне місце точок N при зміні кута при основі трикутників {\displaystyle \theta } між —π/2 і π/2 є гіперболою
{\displaystyle {\frac {\sin(B-C)}{x}}+{\frac {\sin(C-A)}{y}}+{\frac {\sin(A-B)}{z}}=0,}
де {\displaystyle x,y,z} — трилінійні координати точки N в трикутнику.

### Історія
Цю гіперболу називають гіперболою Кіперта (на честь німецького математика Людвіга Кіперта, який відкрив її). Ця гіпербола — єдиний конічний перетин, що проходить через точки A, B, C, G і O.

### Зауваження
Дуже схожу властивість має центр Шпікера. Центр Шпікера S є точкою перетинів прямих AX, BY і CZ, де трикутники XBC, YCA і ZAB подібні, рівнобедрені і однаково розташовані, побудовані на сторонах трикутника ABC зовні, що мають один і той самий кут біля основи {\displaystyle \mathrm {arctg} \,[\mathrm {tg} \,(A/2)\mathrm {tg} \,(B/2)\mathrm {tg} \,(C/2)]}.

### Подібні трикутники

Узагальнення точки Наполеона — окремий випадок

Щоб три прямі AX, BY і CZ перетиналися в одній точці, трикутники XBC, YCA і ZAB, побудовані на сторонах трикутника ABC, не обов'язково мають бути рівнобедреними.
Якщо подібні трикутники XBC, AYC і ABZ побудовано з зовнішніх боків на сторонах довільного трикутника ABC, то прямі AX, BY і CZ перетинаються в одній точці.

### Довільні трикутники

Узагальнення точки Наполеона

Прямі AX, BY і CZ перетинаються в одній точці навіть за слабших умов. Так умова є однією з найзагальніших умов, щоб прямі AX, BY і CZ перетиналися в одній точці:
Якщо трикутники XBC, YCA і ZAB побудовано з зовнішнього боку на сторонах трикутника ABC так, що
∠CBX = ∠ABZ, ∠ACY = ∠BCX, ∠BAZ = ∠CAY,
то прямі AX, BY і CZ перетинаються в одній точці.

## Про відкриття точок Наполеона
Коксетер і Грейтцер формулюють теорему Наполеона так: якщо рівносторонні трикутники побудовано з зовнішнього боку на сторонах будь-якого трикутника, то їхні центри утворюють рівносторонній трикутник. Вони зазначають, що Наполеон Бонапарт був трохи математиком і мав великий інтерес до геометрії, однак вони сумніваються, що він був достатньо геометрично освіченим, щоб відкрити теорему, приписувану йому.
Найраніша збережена публікація з точками — стаття в щорічному журналі «The Ladies' Diary» (Жіночий щоденник, 1704—1841) у номері за 1825 рік. Теорема входила у відповідь на питання, надіслане У. Резенфордом, проте в цій публікації про Наполеона не згадано.
1981 року німецький історик математики Крістоф Скриба опублікував у журналі Historia Mathematica результати дослідження питання приписування точок Наполеону .